# Nationalpark Langue de Barbarie

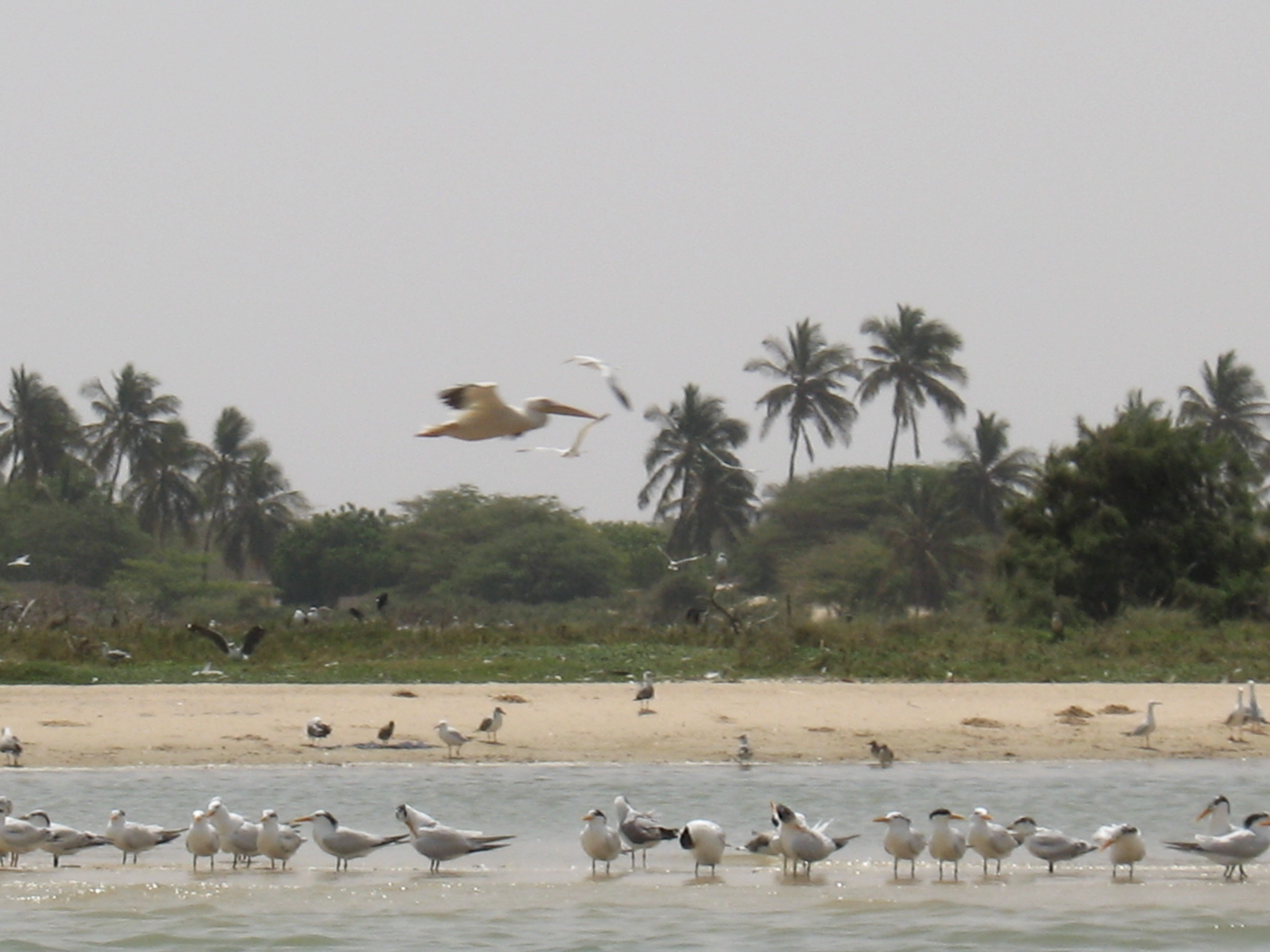
Vogelschwarm am Strand des Nationalparks Langue de Barbarie

Der Nationalpark Langue de Barbarie liegt etwa 18 Kilometer südlich der Stadt Saint-Louis im westlichen Senegal auf einer Landzunge, die das Ästuar des Flusses Senegal vom Atlantik trennt. Der Nationalpark ist ein 20 km² großes Vogelschutzgebiet, in dem unter anderem Flamingos, Kormorane und Pelikane zu beobachten sind. Insbesondere im Winter finden sich hier diverse Zugvögel ein. Zu erreichen ist der Park von Saint Louis über die N 2, Abzweigung beim Hotel Coumba Bang, durch das Dorf Gandiol, wo man mit einer Piroge übersetzen muss.